# Фаркаш, Йожеф
Йожеф Фаркаш (венг. Farkas József, р.17 марта 1952) — венгерский борец греко-римского стиля, призёр чемпионатов Европы.

## Биография
Родился в 1952 году в Будапеште. В 1975 году стал бронзовым призёром чемпионата Европы, и занял 6-е место на чемпионате мира. В 1976 году стал серебряным призёром чемпионата Европы, а кроме того принял участие в Олимпийских играх в Монреале, но там занял лишь 7-е место. В 1977 году занял 4-е место на чемпионате Европы. В 1978 году стал бронзовым призёром чемпионата Европы, и занял 6-е место на чемпионате мира. В 1979 году занял 4-е место на чемпионате мира. В 1980 году стал бронзовым призёром чемпионата Европы, а кроме того принял участие в Олимпийских играх в Москве, но там занял лишь 4-е место.